# 莫恩圖書館

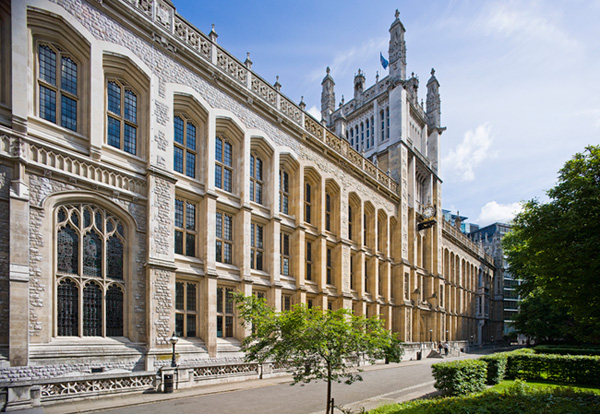
莫恩圖書館

莫恩圖書館（Maughan Library）是倫敦國王學院的主要研究圖書館，外觀為19世紀新哥特式建築。莫恩圖書館在過去曾是公共文獻部的辦公地點，有大英帝國的保險櫃之稱。2001年，莫恩圖書館被大學收購，在經過3500萬英鎊的翻新工程後，莫恩圖書館現在是英國二戰後最大的新大學圖書館。

## 外部連結
- 官方网站
- King's College London Library Catalogue （页面存档备份，存于）
- Foyle Special Collections Library （页面存档备份，存于）